# Santa Úrsula
Santa Úrsula ist eine Stadt im Nordwesten der Kanareninsel Teneriffa mit 15.386 Einwohnern (Stand: 2024). Santa Úrsula ist mit Santa Cruz de Tenerife über die Nordautobahn TF-5 verbunden.

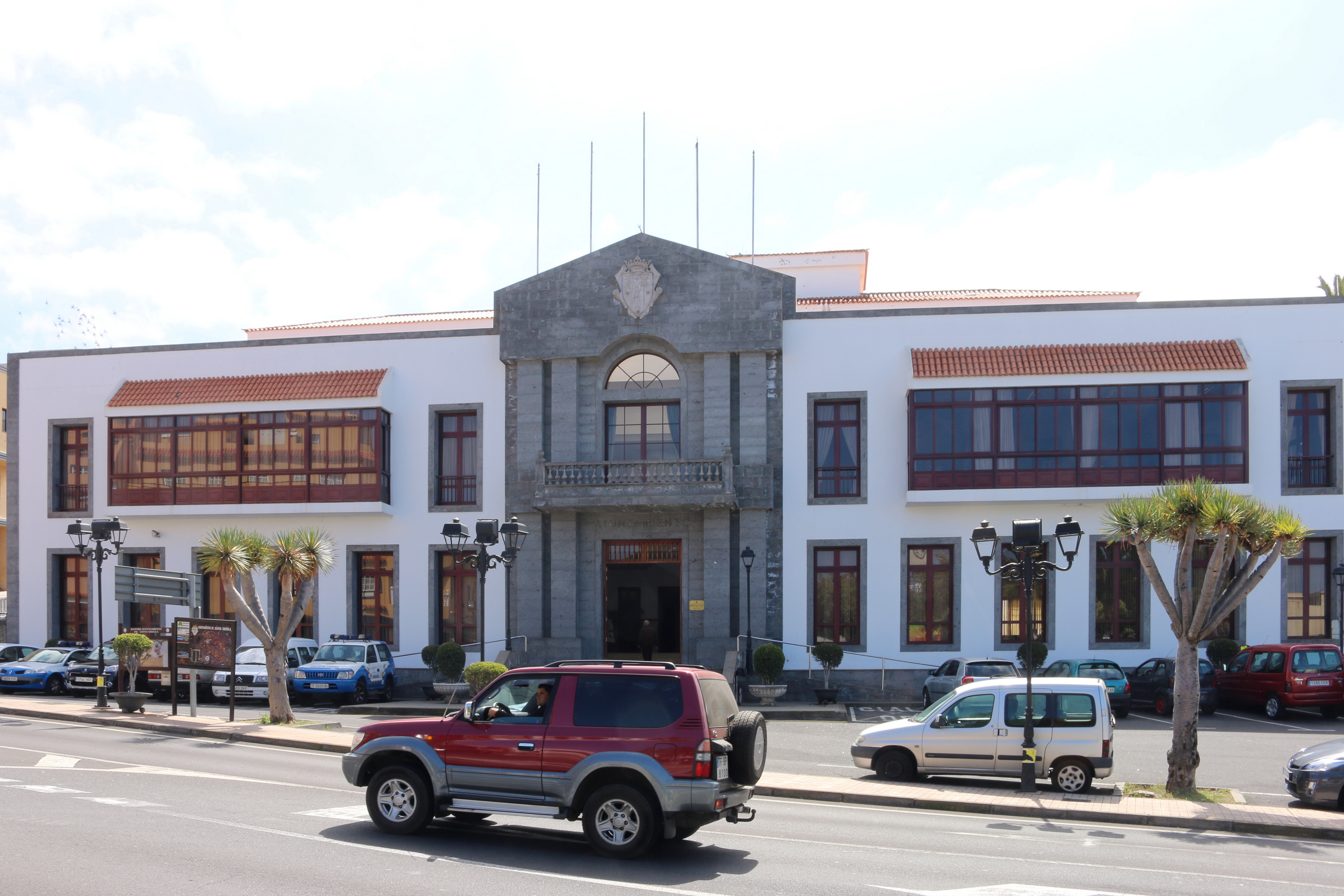
Rathaus von Santa Úrsula

Die Gemeinde Santa Úrsula hat eine Ausdehnung von 57,78 km² auf einer durchschnittlichen Höhe von 420 m über dem Meeresspiegel. Bekannt ist die Siedlung La Quinta. Dort befinden sich neben einigen Villen auch ein paar Hotels der gehobenen Klasse. Zudem gibt es von dort einen Blick auf den Teide sowie auf den Atlantischen Ozean.

## Einwohner
| Jahr | Einwohner | Bevölkerungsdichte |
| ---- | --------- | ------------------ |
| 1991 | 08.599    |                    |
| 1996 | 09.591    |                    |
| 2001 | 10.803    | 586,6 Ew./km²      |
| 2002 | 11.571    |                    |
| 2003 | 11.959    | 529,4 Ew./km²      |
| 2004 | 12.237    | 538,4 Ew./km²      |
| 2005 | 12.632    |                    |
| 2006 | 12.835    |                    |
| 2007 | 13.393    | 589,2 Ew./km²      |
| 2014 | 14.296    | 629,0 Ew./km²      |